# Oberbiberg
Oberbiberg liegt im Gemeindegebiet der Gemeinde Oberhaching südlich von Oberhaching im oberbayerischen Landkreis München.

## Geschichte
Urkundlich wird Oberbiberg erstmals im Jahr 778 erwähnt. Die erste noch aus Holz gebaute Kirche in Oberbiberg wurde am 7. August 778 geweiht und ist das erste urkundlich erwähnte Bauwerk des Ortes. Eine neue, aus Stein gebaute Kirche wurde im 15. Jahrhundert an gleicher Stelle errichtet.
Bei der Gemeindebildung nach dem Gemeindeedikt von 1808 wurde Oberbiberg zu einer selbständigen Gemeinde, die neben dem Hauptort noch die Gemeindeteile Ödenpullach, Kreuzpullach, Jettenhausen und Gerblinghausen umfasste. Die Gemeinde Oberbiberg gehörte dem Bezirksamt Wolfratshausen an, das 1938 in Landkreis Wolfratshausen umbenannt wurde. Nach dessen Auflösung im Zuge der Gebietsreform in Bayern kam sie 1972 zum Landkreis München. Am 1. Mai 1978 wurde die sie mit all ihren Gemeindeteilen in die Gemeinde Oberhaching eingegliedert.

## Sehenswürdigkeiten
Siehe auch: Liste der Baudenkmäler in Oberhaching#Oberbiberg
- Mariae Geburt
- Gasthof Kandler
- Historische Wegweiser

## Einrichtungen
Die Freiwillige Feuerwehr Oberbiberg, welche nach der Eingemeindung nach Oberhaching selbstständig geblieben ist, verfügt über ein Löschgruppenfahrzeug (LF 8/6) mit einem Hilfeleistungssatz, ein Mehrzweckfahrzeug (MZF) und einen Anhänger für Unwetterlagen. Der Einsatzradius umfasst den südlichen Landkreis München sowie Teile des Landkreises Bad Tölz. Es findet an jedem ersten- und dritten Montag im Monat eine Übung statt. Am vierten Montag finden Atemschutzübungen statt.
Im Jahr 2024 feiert die Feuerwehr ihr 150-jähriges Jubiläum.
Die Feuerwehr ist im Internet mit einer Homepage und in Facebook vertreten.
Der Schützenverein Hubertus betreibt ein eigenes Schützenheim, welches mit viel Eigenleistung, aber auch mit Unterstützung der Gemeinde Oberhaching errichtet wurde.
Der Burschenverein hat wie überall im Oberland die Aufgabe, alle vier Jahre den Maibaum aufzustellen. Darüber hinaus macht er mit dem einen oder anderen Fest von sich reden.
Der Biberger-Bürger-Bus (BBB) e. V. betreibt den gleichnamigen Busbetrieb, welcher mit einem regelmäßigen Fahrdienst das Gebiet der Altgemeinde Oberbiberg mit dem Verwaltungssitz Oberhaching und mit der S-Bahn in Deisenhofen verbindet. Von Montag bis Freitag wird die Fahrtroute jeweils 11-mal abgefahren. Alle Fahrer des 8-sitzigen Busses sowie der Vorstand arbeiten rein ehrenamtlich und ohne jede Vergütung.
Die alte Kegelbahn beim Gasthof Kandler hat 2005 ihren hundertsten Geburtstag gefeiert. Wie nur noch an wenigen Orten in Bayern werden hier Holzkegel und Holzkugeln verwendet, das Aufstellen erfolgt rein manuell und meist gegen einen kleinen Obolus durch die Dorfjugend.

## Infrastruktur
AbwasserIn den Jahren 2004–2007 wurden Oberbiberg und die kleineren Ortschaften an das Abwasserkanal-System des Hachinger Tales (Zweckverband Abwasserentsorgung Hachinger Tal) angeschlossen, da laut Mitteilung der Gemeinde eine Gefahr für die im Oberhachinger Forst betriebenen Trinkwasserbrunnen von Oberhaching und München bestehen könnte. Eine Anfrage an die bayerische Staatsregierung ergab, dass dezentrale Lösungen mit Kleinkläranlagen ebenfalls zulässig gewesen wären. Das Abwasser des Hachinger Tales wird an die Kläranlage der Stadt München weitergeleitet.
TrinkwasserOberbiberg ist nicht an die Trinkwasserversorgung der Muttergemeinde Oberhaching angeschlossen, sondern erhält sein Frischwasser aus den Brunnen des Zweckverbandes Wasserversorgung Endlhauser Gruppe. In den Jahren 2005–2008 werden alle Ortsverbindungs- und Ortsleitungen erneuert, die Querschnitte werden dabei dem möglichen Bedarf an Löschwasser angepasst.
Öffentlicher PersonennahverkehrOberbiberg wird während der Schulzeit vom MVV mit der Buslinie 381 dreimal täglich bedient. Der ehrenamtlich betriebene Biberger-Bürger-Bus ist die einzige ganztägig betriebene Anbindung nach Deisenhofen und an das MVV-Netz.

## Oberbiberg als Filmkulisse

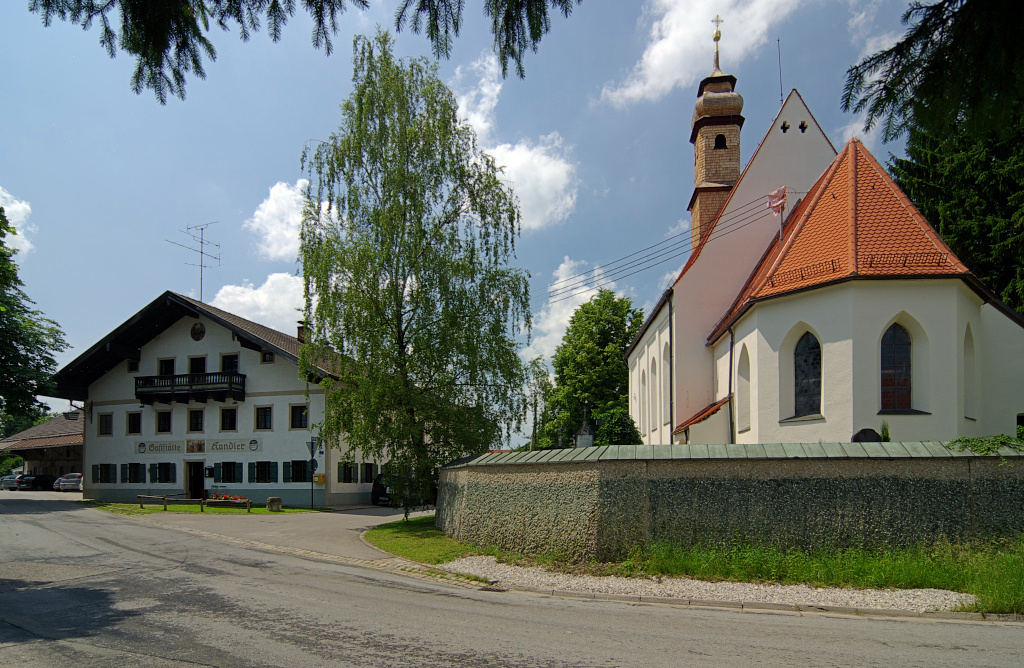
Diente wiederholt als Filmkulisse: Kandlerwirt und Filialkirche Mariä Geburt

Dank seiner Nähe zu den im Süden Münchens gelegenen Filmstudios war Oberbiberg mehrfach Drehort für deutsche Filmproduktionen. In der 1996 erschienenen Neuverfilmung Es geschah am hellichten Tag nach Friedrich Dürrenmatts Kriminalroman Das Versprechen ist unter anderem der örtliche Gasthof Kandler zu erkennen. Für die Fernsehserie Meister Eder und sein Pumuckl wurden einige Szenen ebenfalls in Oberbiberg gedreht. Für alte und neue Folgen von Forsthaus Falkenau dient die Gastwirtschaft als lebende Kulisse. 2005 drehte hier Marcus H. Rosenmüller Teile des Kinofilms Wer früher stirbt ist länger tot, wobei der Gasthof und der angrenzende Friedhof in die Dreharbeiten einbezogen wurden. Auf einem angrenzenden Hof drehte Rosenmüller 2010 seinen Kinofilm Sommer in Orange.